# Angraecum appendiculoides
Angraecum appendiculoides är en orkidéart som beskrevs av Rudolf Schlechter. Angraecum appendiculoides ingår i släktet Angraecum och familjen orkidéer. Inga underarter finns listade i Catalogue of Life.